# 妙香山
妙香山（ミョヒャンサン、묘향산）は、朝鮮民主主義人民共和国（北朝鮮）中部にある山並の総称で、平安南道の寧遠郡、慈江道の香山郡・熙川市の交わる一帯に広がっている。面積は375平方キロメートル、周囲の延長は128キロメートルほど。最高峰の毘盧峰は海抜 1,909メートル。
妙香山は北朝鮮でも有数の観光地で、登山客や団体観光客らが多くあるハイキング道を歩いて山並みや峡谷や森林の美しさを楽しんでいる。また海外からの賓客の定番の観光地になっている。妙香山の観光地区は、「上元洞」、「萬瀑洞」、「毘盧峰」の三つの地区に分かれている。

## 地理・自然
妙香山は清川江の左岸にある妙香山脈の山である。妙香山脈は並行する狄踰嶺山脈と共に狼林山脈の小白山から分かれてきた山脈である。
2009年、妙香山を含む清川江左岸の妙香山脈および狄踰嶺山脈一帯は国際連合教育科学文化機関（UNESCO）の生物圏保護区に指定された。檀君神話のゆかりの地であるという文化的重要性、険しい岩山の中に残された30種類の植物の固有種、16種類の植物および12種類の動物の絶滅危惧種の存在などが特筆されている。

## 歴史
妙香山という名は、山勢の妙なるさまと、山の一帯に漂う松や柏の木の香りからきている。古来より名山として名が高く、統一新羅時代の記録では太伯山や北嶽とも呼ばれた（ただし新羅の国境線は妙香山よりも南にあった）。
朝鮮仏教の名山でもあり、高麗時代以来の多くの仏教寺院や史跡が残っている。朝鮮王朝実録を納める史庫の一つが置かれた時期もある。また朝鮮神話では、妙香山は、檀君の祖先で天帝桓因の庶子・桓雄が天下った太伯山のこととされている。新羅末期の儒学者・崔致遠は、檀君を記念して妙香山の岩壁に「天符経」と呼ばれる経典を刻んだとされる（ただし天符経の用字法と、崔致遠が慣れ親しんだはずの唐代の語法とに不一致が見られる点、妙香山は当時は新羅領内ではなかった点などから、これを偽書とする見方もある）。

## 観光

### 上元洞

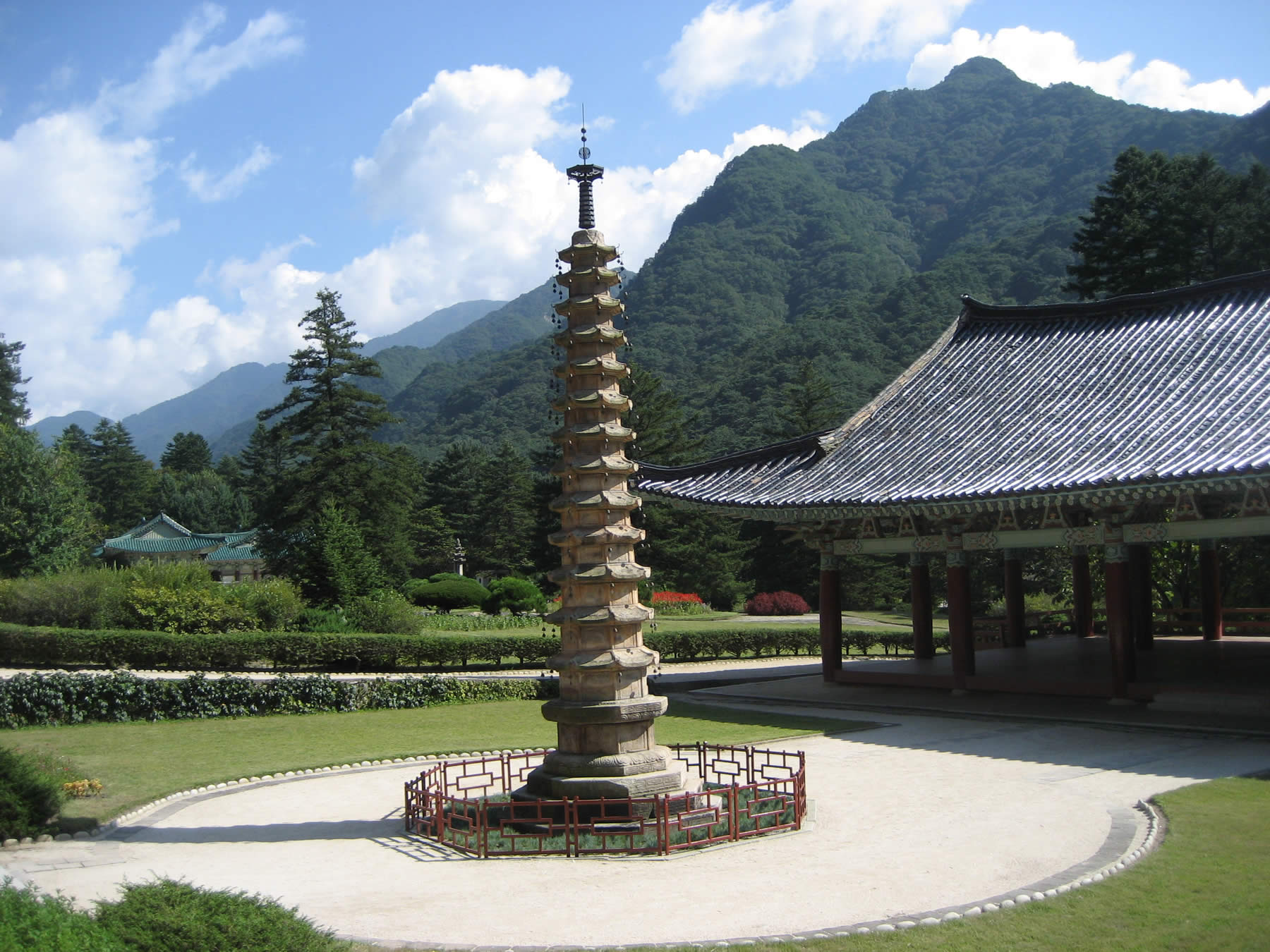
普賢寺。1042年に建立された八角十三層石塔と、妙香山の山並み

上元洞（サンウォンドン）は妙香山の中でも中心となる観光地である。登山道は全長55キロメートルと三つの観光区の中でも一番短く、よく整備されており、ハイキングをする団体客の多くがこの地区を選んでいる。
この地域は峡谷になっており滝なども多く、周囲には松や柏の香りが強く漂っている。観光客は「上元門」から峡谷に入り、金剛の滝、台下の滝、龍淵の滝、引虎台などの景勝地のほか、11世紀に建てられた仏教寺院である普賢寺や上元庵などの古い史跡を見ることができる。普賢寺は八万大蔵経が収められている重要な寺院で、朝鮮戦争で破壊されたがその後徐々に復元が進んでいる。

### 万瀑洞
万瀑洞（マンポクドン）の峡谷は、香爐峰の下に広がる山並みが形成しており、大小の滝や淵や奇岩が連なっている。序曲瀑布、武陵瀑布、銀絲瀑布、遊仙瀑布、飛仙瀑布、九層瀑布などが代表的な滝で、その他には万瀑台、飛仙台、檀君台などの大きな岩、八つの淵が連なる八潭などが主な名勝である。

### 毘盧峰
妙香山の主峰である毘盧峰（ビロボン）は海抜1,909メートルの峻険な山で、風景が美しいだけではなく動植物の種類も多く生態学的にも貴重な場所である。
また登山以外には、古跡探訪も可能である。能引庵、金剛庵、華藏庵、8角13層石塔、4角9層石塔、普賢寺石碑などが代表的な史跡である。

### その他の観光地
妙香川から約1.5キロメートルほどの場所に、朝鮮建築を模した巨大建築である「国際親善展覧館」が建っている。この建物では、金日成および金正日に対して世界各国の人々から贈られた品物が展示されている。

## 交通
- 平壌-香山観光道路
- 妙香山駅